# Belba sellnicki
Belba sellnicki är en kvalsterart som beskrevs av Bulanova-Zachvatkina 1962. Belba sellnicki ingår i släktet Belba och familjen Damaeidae. Inga underarter finns listade.